# 三田松聖高等学校
三田松聖高等学校（さんだしょうせいこうとうがっこう）は、兵庫県三田市にある私立高等学校である。愛称は「松聖」
湊川短期大学の併設高校である。2004年度（平成16年度）より、男女共学に移。夏・冬・春休みにおいて年間40日の特別授業を実施。eラーニングシステムを導入している。

## 建学の精神（校訓・理念・学是）
- 学校法人湊川相野学園における建学の精神
  - 「校祖 幸田たま女史の何事にもくじけぬ不屈の湊川精神と、誠をもって貫き通す強い意志の力とを基本とする。平和を尊び、高い徳性と、健全な身体を備え、新時代に即応できる知性や技術を身につけた、有為な社会人を育成する」こと。

## 沿革
- 1954年 - 湊川家政高等学校として神戸市兵庫区に開校
- 1956年 - 現校地に移転
- 1958年 - 湊川女子高等学校と改称
- 2003年 - 総合コース、特別進学コース設置
- 2004年 - 女子校から共学化により、三田松聖高等学校に校名変更

## 教育方針
- 校祖の何事にもくじけぬ不屈の精神と、誠をもって貫き通す強い意志と力とを基本とする。平和を尊び高い徳性と、健全な身体を備え、新時代に即応できる知性や、技術を身につけた、有為な社会人を育成する。
- 和敬協調、自律自学の信念のもと、心身を錬磨し、優れた英知と豊かな情操を備えた、清く正しく強い、社会貢献のできる人材を育成する。
- 宗教に基づく教育はしない。

## 学科
- 全日制課程 普通科
- 特別進学コース
- 総合コース（大学進学コース(文系・理系)・進学コース）

各コース1年生は共通で、2年生より選択により編成。
　
特進コースについては、毎週土曜日午前中に平常授業を実施。
特進コース、大進コースは、一部曜日に7時間目を実施
2023年度より準特進コースの名称を大学進学コースへ変更した。

## 奨学生制度
- 中学時代の学業成績、課外活動実績、入試成績によりランクわけされ、入学金や授業料等の全額免除・半額免除を受けることができる。

### 優遇制度
- 兄または姉が三田松聖高等学校に在学している場合は、入学金が全額免除される。母親が卒業生である場合は、入学金が一部免除される。

## 部活動

### 運動部
- 野球部（男子）
2004年4月高校野球連盟へ申請、認可
- サッカー部（男子）（2004年創部）
- バスケットボール部（男子・女子）
- バレーボール部（女子）
- 卓球部（男子・女子）
平成21年度全国高等学校総合体育大会出場
- ソフトテニス部（男子・女子）
- 硬式テニス部（男女）
- 少林寺拳法部（男女）
平成21年 全国大会出場
- 水泳部（男女）
- ソフトボール部（女子）
平成21年度丹有地区新人戦第3位
- 陸上部（男女）
- アーチェリー部（男女）
- 剣道部（男女）
- ダンス部（女子）
全日本高校・大学ダンスフェスティバル〈神戸〉 創作コンクール部門・参加発表部門出場
- チアリーディング部（女子）令和元年創部

### 文化部
- 演劇部（男女）
- 吹奏楽部（男女）

2019年度吹奏楽コンクール
（高校小編成部門にて）
```
西阪神地区大会 金賞 代表
兵庫県大会出場 金賞 代表
関西大会出場 銀賞 受賞
```

- コーラス部（男女）
- 茶道部（男女）
- インターアクトクラブ（男女）
- 新聞.文芸部（男女）
- 調理部（男女）
- 美術部（男女）
- 華道部（男女）
- 書道部（男女）
- 自然部 （男女）
- 写真部 （男女）
- 理研部 （男女）
- コンピュータ部 （男女）
- 漢検英検部 （男女）
- ESS部 （男女）
- 放送部 （男女）
- 囲碁将棋部 （男女）
- 歴史研究部 （男女）

## 設備
- 校舎 - 三田市の西北部、豊かな緑に囲まれた学舎。校舎からは遠く六甲山系や北摂、丹波の山並みが見渡せ、四季折々に色を変える山並みを見ながら生徒は勉学に励んでいる。
- 体育館 - 創立70周年を記念して平成元年に建てられた体育館は、バレーボール、バスケットボールのコート、柔道場、卓球場を備えた本格的な体育館。
- 菊水清舎・茶道実習室 - 茶道を正課に加え、茶の心や礼儀作法を教えている。平成5年に建てられた菊水清舎は、本格的な茶室を備えた学園精神のよりどころ。
- 電子ピアノ教室 - ヤマハ製の電子ピアノ（クラビノーバ）を19台設置。生徒はヘッドホーンを用意し、各自のレベルに応じた個人レッスンを受ける。
- 情報処理室 - 情報処理室には48台のコンピュータが設置。インターネットを活用し、いろいろな情報収集を図ると共にその技術を学ぶ。
- 総合グランド - 2007年設立。硬式野球のグランドが両翼95m・中堅115mであり試合を行える広さ。内野は甲子園と同じ黒土である。サッカーが公式試合を行える環境設備。陸上トラック、ソフトボール場もある。

## 交換留学・海外研修
- 修学旅行は3泊5日でハワイへ行く（2年生の1月）
- 国際ロータリー第2680地区国際青少年交換プログラムにより交換留学生制度を実施している。
交換期間：夏に出発して、約1年間
過去の受け入れ国：タイ ブラジル ドイツ 台湾
派遣国：ブラジル ドイツ 台湾

### 交通アクセス
- JR福知山線 相野駅下車、徒歩10分
- スクールバス
1号車　八千代 → 滝野 → 小野 → 東条 → 学校
2号車　加美 → 西脇 → 社 → 学校
3号車　緑台 → 日生中央 → 六瀬 → 学校

## 進路先
人それぞれの「潜在的能力」を早く見つけだし、それを本人に自覚させ、今まで気づかなかった「自分」を発見させると共に、将来を見すえて学習に専念できる環境を整えている。進路指導に当たっては、LHRや学校行事（進路ガイダンス等）への参加を通して全体の雰囲気作りに取り組み、生徒の意欲を高めている。また1年生より個人懇談・三者懇談を行い、早期に将来の夢や目標を考えさせて、大学・短期大学・専門学校または就職への具体的な準備を指導している。 詳細な進路先については外部リンクを参照のこと。

## 著名な卒業生
- 八木淳子 - 元女子プロレスラー・格闘家
- 隅田美保 - 漫才コンビアジアン
- 西井和 - スケート選手
- 前田桂子 - 柔道選手　元63kg級世界チャンピオン
- 古賀幸恵 - 柔道選手　元70kg級世界ジュニアチャンピオン
- 鈴木香苗 - 柔道選手　全国女子体重別優勝
- 市橋寿々華 - 柔道選手　全日本選手権3位
- 森田みいこ - TBSひるおびお天気キャスター等に出演した元お天気キャスター
- 野口賢太 - 漫才コンビ快音アストロズ
- 稲富宏樹 - プロ野球選手
- 渡部陽美 - バスケットボール選手